# ハンブルトニアン (競走馬)
ハンブルトニアン（Hambletonian、1792年 - 1818年）は、18世紀末に活躍したイギリスの競走馬である。父の父はかのエクリプス、牝系はのちに1号族と呼ばれる名牝系に属し、母の父は大種牡馬ハイフライヤー、母の母の父もマッチェムという良血であった。
名前はノース・ヨークシャー州にある地名（ハンブルトン）から来ている。なお、19世紀のアメリカ合衆国に同名（ハンブルトニアン10）のスタンダードブレッドがいるが、由来は同じ地名であり、ハンブルトニアンの活躍をふまえたうえで名付けられたという。

## 戦績
競走成績は17戦16勝（19戦18勝とも）。唯一の敗戦は逸走（コースを区切る綱を飛び越した）による失格のみで、セントレジャーステークスやドンカスターカップを楽勝し、18世紀末期の最強馬とされている。1799年の3月25日にニューマーケットで行われたダイアモンドとのマッチレースでは3000ギニーもの巨額が賭けられ、この競走でも圧勝した。また、同父で1世代上のセントレジャーステークス優勝馬ベニングブローとも何度か対戦しているがすべて圧勝している。
種牡馬としては低調に終わったが、下級戦のみ6勝のホワイトロックが直系を繋げる事に成功し、子孫にセントサイモンを生み出した。

### 年度別競走成績
- 1794年（1戦1勝）
- 1795年（4戦4勝）セントレジャーステークス、ドンカスターカップ
- 1796年（6戦5勝1失格）ドンカスターカップ、パトリオットに対する1000ギニーのマッチ、ニューマーケットゴールドカップ
- 1797年（4戦4勝）ドンカスターステークス
- 1799年（1戦1勝）ダイアモンドに対する3000ギニーのマッチ
- 1800年（1戦1勝）

### 主な産駒
- Anticipation（1816,1819年アスコットゴールドカップ）
- Camerton（グッドウッドカップ）
- Camillus（ドンカスターカップ）
- Whitelock（後継種牡馬ブラックロックを残した以外にほとんど功績なし）

## 血統表
| ハンブルトニアンの血統（キングファーガス系（エクリプス系） / Tartar4×4=12.5% Regulus4×5=9.38% Crab4×5=9.38% Partner5×5.5=9.38% Godolphin Arabian5×5.5=9.38%） | ハンブルトニアンの血統（キングファーガス系（エクリプス系） / Tartar4×4=12.5% Regulus4×5=9.38% Crab4×5=9.38% Partner5×5.5=9.38% Godolphin Arabian5×5.5=9.38%） | ハンブルトニアンの血統（キングファーガス系（エクリプス系） / Tartar4×4=12.5% Regulus4×5=9.38% Crab4×5=9.38% Partner5×5.5=9.38% Godolphin Arabian5×5.5=9.38%） | （血統表の出典） | （血統表の出典） |
| 父 King Fergus 1775 栗毛 | 父の父Eclipse 1764 栗毛 | Marske | Squirt           | Squirt           |
| 父 King Fergus 1775 栗毛 | 父の父Eclipse 1764 栗毛 | Marske | Blacklegs Mare   |                  |
| 父 King Fergus 1775 栗毛 | 父の父Eclipse 1764 栗毛 | Spilletta | Regulus          | Regulus          |
| 父 King Fergus 1775 栗毛 | 父の父Eclipse 1764 栗毛 | Spilletta | Mother Western   |                  |
| 父 King Fergus 1775 栗毛 | 父の母Creeping Polly 1756 栗毛 | Othello | Crab             | Crab             |
| 父 King Fergus 1775 栗毛 | 父の母Creeping Polly 1756 栗毛 | Othello | Miss Slamerkin   |                  |
| 父 King Fergus 1775 栗毛 | 父の母Creeping Polly 1756 栗毛 | Fanny | Tartar           | Tartar           |
| 父 King Fergus 1775 栗毛 | 父の母Creeping Polly 1756 栗毛 | Fanny | Starling Mare    |                  |
| 母 Grey Highflyer 1782 | 母の父Highflyer 1774 鹿毛 | Herod | Tartar           | Tartar           |
| 母 Grey Highflyer 1782 | 母の父Highflyer 1774 鹿毛 | Herod | Cypron           |                  |
| 母 Grey Highflyer 1782 | 母の父Highflyer 1774 鹿毛 | Rachel | Blank            | Blank            |
| 母 Grey Highflyer 1782 | 母の父Highflyer 1774 鹿毛 | Rachel | Regulus Mare     |                  |
| 母 Grey Highflyer 1782 | 母の母Monimia 1771 芦毛 | Matchem | Cade             | Cade             |
| 母 Grey Highflyer 1782 | 母の母Monimia 1771 芦毛 | Matchem | Partner Mare     |                  |
| 母 Grey Highflyer 1782 | 母の母Monimia 1771 芦毛 | Alcides Mare | Alcides          | Alcides          |
| 母 Grey Highflyer 1782 | 母の母Monimia 1771 芦毛 | Alcides Mare | Crab Mare F-No.1 |                  |